# 진 간공
진간공은 진나라의 군주이다. 진회공의 아들이자 태자 소자의 동생이다. 처음에 진회공이 죽자 태자 소자가 이어야 했으나 그보다 먼저 죽었기에 소자의 아들 영공이 섰다. 영공은 10년 만에 죽었는데, 당시 아들인 사습이 있었으나 모종의 이유로 잇지 못하고 위나라로 망명하였다. 이에 진간공이 영공의 숙부 자격으로 군위를 차지하였고, 영공과 출공에게 3대를 전하였다. 출공이 서자 귀족들이 출공을 죽이고 사습을 맞이하였고, 이에 간공의 후손은 끊어졌다. 군위를 둘러싸고 회공의 두 아들의 후예들이 쟁탈전을 벌였으므로 진나라는 혼란하여 쇠퇴하였고, 효공이 즉위하여 말한 '조공, 간공' 때의 혼란이 이 시기를 말한다. 진나라는 삼진인 한, 위, 조에게 지속적인 침탈을 당해 서하 지역을 빼앗겼고, 효공 때에 이르러서야 상앙의 개혁으로 국력을 회복하였다.